# Hold-up kousen

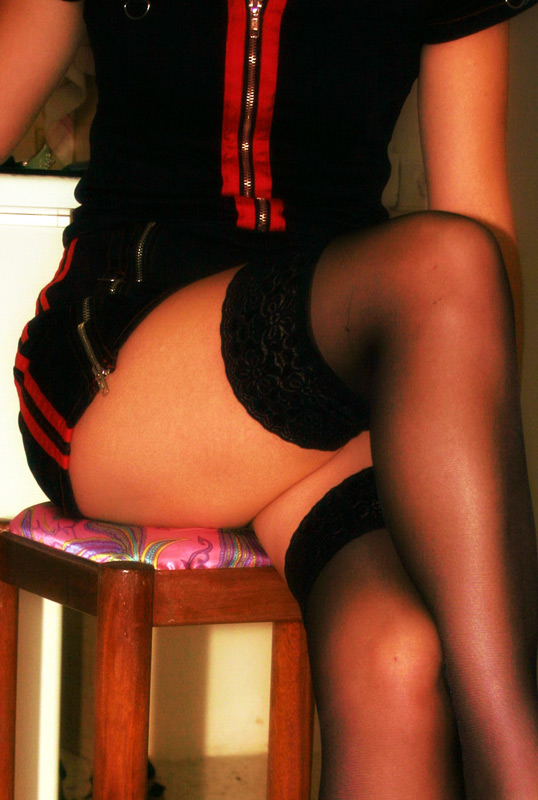
Een vrouw die kousen draagt

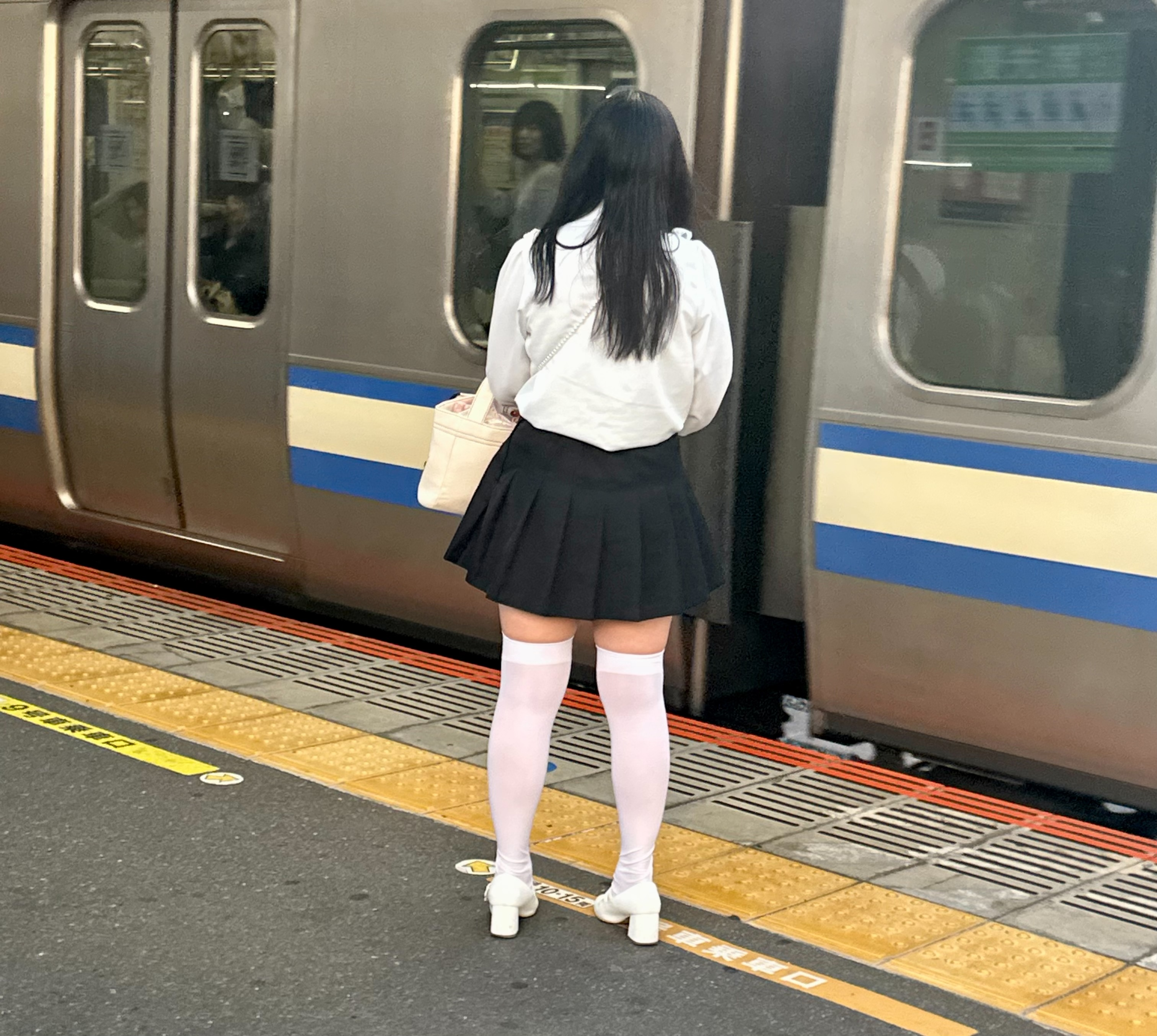
Een vrouw in Japan met witte hold-ups, 2023

Hold-ups, stay-ups of hold-up kousen (in de Verenigde Staten ook wel thigh-high stockings of gewoon thigh highs genoemd) zijn kousen met een elastische band aan de bovenkant, ontworpen om de kousen omhoog te houden tijdens het dragen zonder dat er kousenbanden nodig zijn.